# Новая Песочная
Новая Песочная (укр. Нова Пісочна) — село в Городокском районе Хмельницкой области Украины.
Население по переписи 2001 года составляло 313 человек. Почтовый индекс — 32062. Телефонный код — 3251. Занимает площадь 0,15 км². Код КОАТУУ — 6821287802.

## Местный совет
32063, Хмельницкая обл., Городокский р-н, с. Старая Песочная, ул. Школьная, 4